# متمم یازدهم قانون اساسی ایالات متحده آمریکا

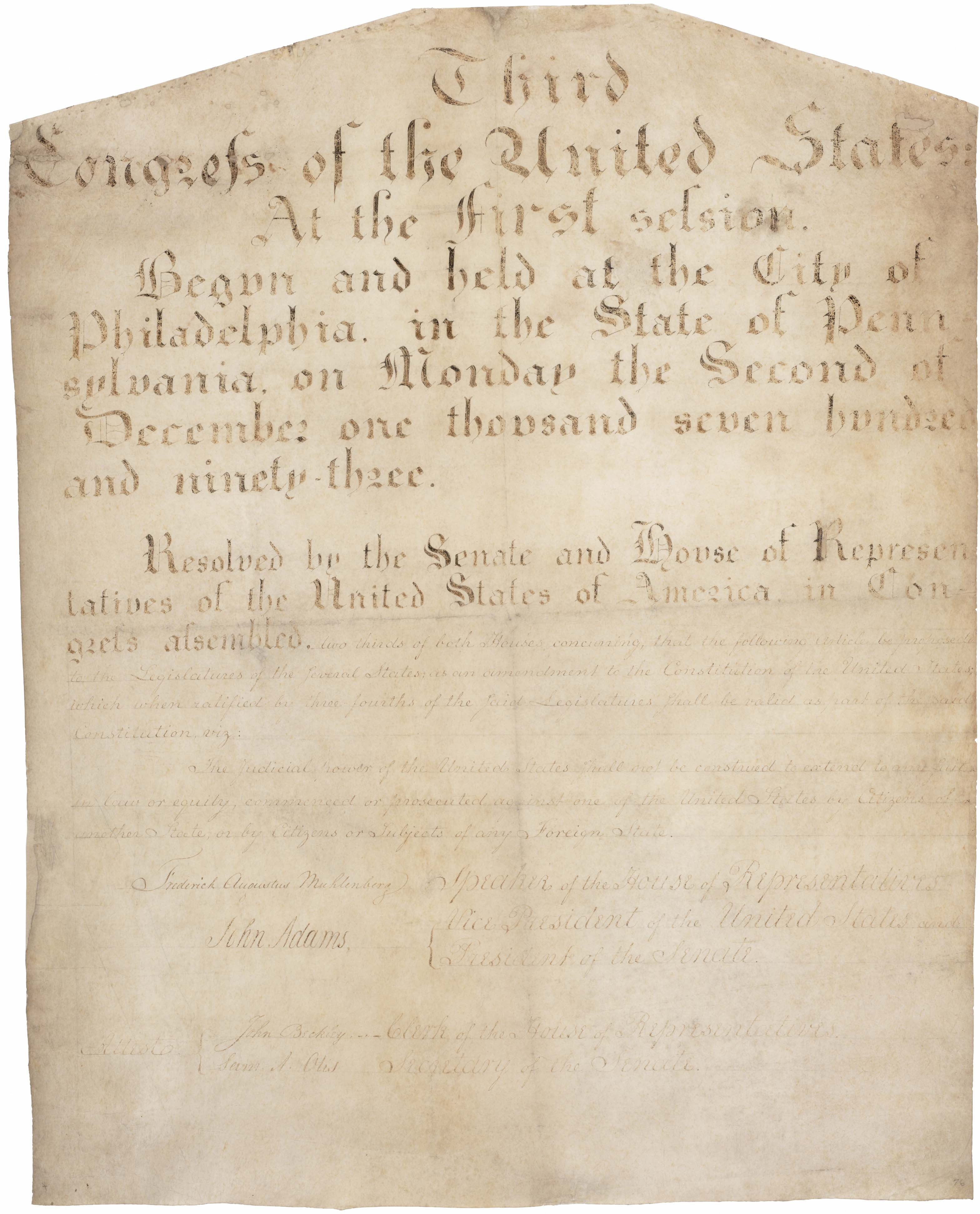
اصل لایحه متمم یازدهم.

متمم یازدهم قانون اساسی ایالات متحده (به انگلیسی: Eleventh Amendment to the United States Constitution) مصوبه فوریه ۷ سال ۱۷۹۵ کنگره آمریکا، از قوانین مهم آمریکا است.
این متمم در باب روابط میان-ایالتی است.